# Xanthomendoza fallax
Xanthomendoza fallax är en lavart som beskrevs av Søchting, Kärnefelt & S. Y. Kondr. Xanthomendoza fallax ingår i släktet Xanthomendoza och familjen Teloschistaceae.   Inga underarter finns listade i Catalogue of Life.

## Källor

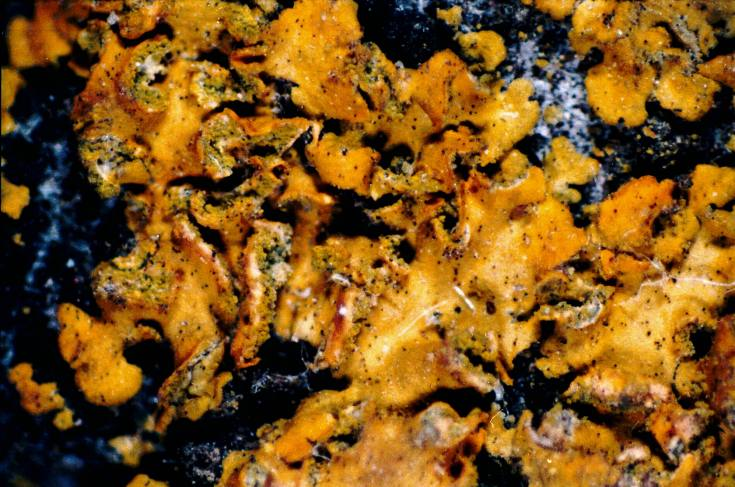
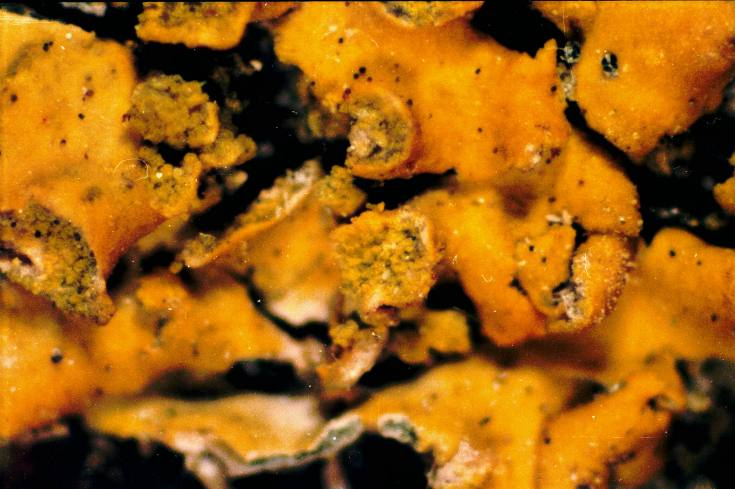
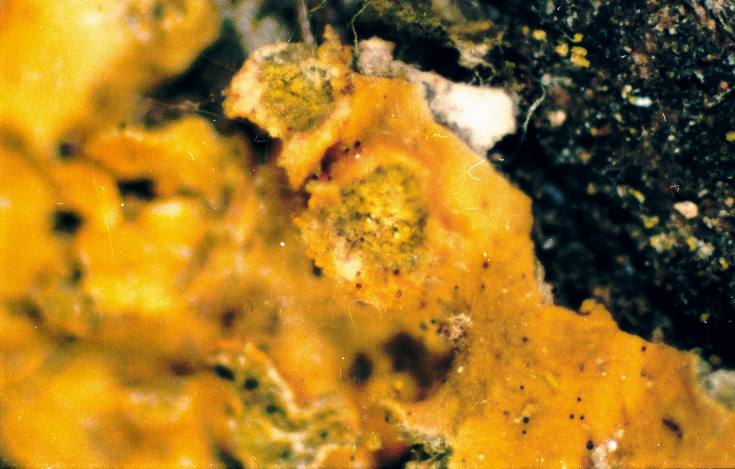
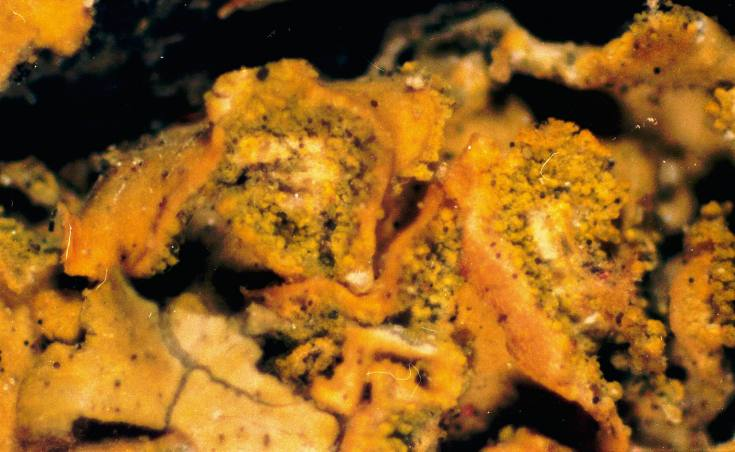
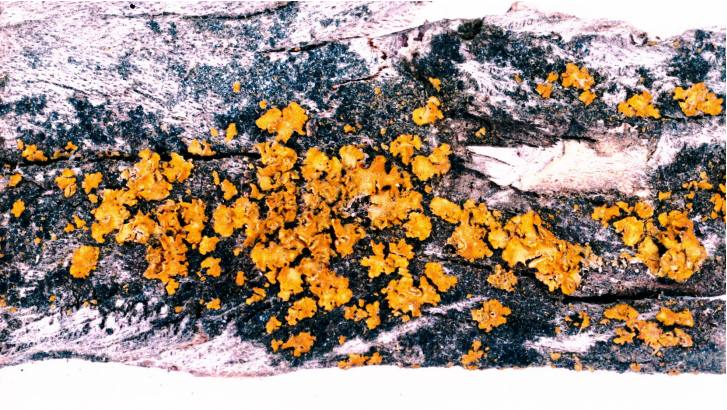